# Indo-Europese talen
De Indo-Europese talen, soms ook wel Indo-Germaanse talen genoemd, vormen een taalfamilie van meer dan 400 verwante talen. Indo-Europese talen worden over vrijwel de hele wereld gesproken, maar vinden veelal hun oorsprong in het steppengebied noordelijk van de Zwarte Zee en de Kaspische Zee.
Op grond van de overeenkomsten tussen deze talen is een hypothetische vooroudertaal (proto-taal) geconstrueerd, het Proto-Indo-Europees, vaak afgekort tot PIE.
Indo-Europese talen dienen te worden onderscheiden van Europese talen.

## Sprekers, huidige situatie
De Indo-Europese taalfamilie is gemeten naar linguïstische diversiteit (i.e. het aantal te onderscheiden afzonderlijke talen) de op drie na grootste, na de Niger-Congotalen, de Austronesische talen en de Trans-Nieuw-Guineatalen.
Aan het begin van de 21e eeuw hadden ongeveer 3 miljard mensen (bijna de helft van de wereldbevolking) een Indo-Europese taal als moedertaal, waarmee de Indo-Europese taalfamilie gemeten naar het aantal sprekers veruit de grootste is. De meeste van deze sprekers zijn etnisch gezien nog steeds Indo-Europeanen. Veel mensen spreken daarnaast een Indo-Europese taal als tweede taal. Vaak is dit het Engels, de belangrijkste taal in de wetenschap, internationale handel en politiek en veruit de meest gebruikte lingua franca.

## Eerste studies
In 1583 viel het de jezuïet Thomas Stephens op dat bepaalde talen die in India werden gesproken (met name het Konkani) veel overeenkomst vertoonden met het Latijn en Oudgrieks. Hij schreef hierover in een brief aan zijn broer, die pas eeuwen later is gepubliceerd. De eerste die het Sanskriet aan een studie onderwierp was de Italiaan Filippo Sassetti, die het in India opviel dat veel Sanskrietwoorden overeenkomsten vertoonden met het Italiaans, bijvoorbeeld devaḥ/dio ("god"), sarpaḥ/serpe ("slang"), sapta/sette ("zeven"), aṣṭa/otto ("acht"), nava/nove ("negen"). Vooralsnog leidde geen van beide ontdekkingen tot nader vergelijkend onderzoek.
De volgende taalkundige die de overeenkomsten tussen de Indo-Europese talen opmerkte was de Nederlander Marcus Zuerius Boxhorn. Hij construeerde echter zijn eigen prototaal, die hij het Scythisch noemde. Boxhorn plaatste onder meer het Nederlands, Duits, Grieks, Latijn, Farsi (Parsi) en later ook de Keltische, Slavische en Baltische talen in dezelfde taalgroep. In de jaren 60 van de 18e eeuw deed de Franse pater Gaston Cœurdoux een uitgebreid onderzoek naar de overeenkomsten in de vervoeging van werkwoorden tussen het Sanskriet, Latijn en Grieks. Twintig jaar later vergeleek William Jones de vier oudste talen die in die tijd bekend waren (Latijn, Grieks, Farsi en Sanskriet) opnieuw, waarna Thomas Young in 1813 voor het eerst de term "Indo-Europees" gebruikte. Deze term is sindsdien de standaardbenaming geworden. Alleen in Duitsland wordt iets vaker de in 1810 door Conrad Malte-Brun bedachte term "Indo-Germaans" gebruikt.

## Oorsprong en geschiedenis
De Indo-Europese talen stammen af van het Proto-Indo-Europees. Het is niet zeker waar die taal zijn oorsprong heeft. In de vroegste theorieën, van taalkundigen als James Parsons en William Jones, werd het gebied van oorsprong gesitueerd in Armenië. De meeste latere theorieën plaatsen de woonplaats van de sprekers ervan ergens ten noorden van de Zwarte Zee op de Pontische steppe, rond 6000 jaar geleden. Men spreekt in dat verband wel van de Koergan-expansie. Er is echter ook een hypothese dat het Indo-Europees er al eerder was, zo rond 9000 jaar geleden, en dat de groei van deze taal te danken was aan de uitvinding van de landbouw in Anatolië. Deze verklaring negeert echter geheel het paard en de invasie uit Zuid-Rusland in Bulgarije. Een ander probleem met de Anatolische hypothese is dat ze voorbijgaat aan het feit dat Klein-Azië destijds overwegend werd bewoond door volkeren met een niet-Indo-Europese achtergrond, zoals de Hattiërs. Een glottochronologisch onderzoek van 2003 van Russel D. Gray en Quentin D. Atkinson scheen de Anatolische hypothese opnieuw te bevestigen. Het artikel van Gray en Atkinson is echter zeer omstreden onder specialisten. De methode die ze hebben gebruikt is zeer onnauwkeurig. Zolang er geen veel nauwkeuriger analyse van de Anatolische theorie is, lijkt de Koerganhypothese dan ook waarschijnlijker. Volgens een eveneens omstreden theorie is het Proto-Indo-Europees ontstaan als tak van een nog oudere en grotere proto-taal, het Nostratisch.
De huidige linguïstische diversiteit van de Indo-Europese talen is het grootst in Centraal- en Oost-Europa. Ze is aanzienlijk kleiner in India en Iran, waar de Indo-Iraanse talen duidelijk nauwer aan elkaar verwant zijn dan aan de Indo-Europese talen in Europa. Dit is een mogelijke aanwijzing dat de eerste sprekers van wat later de Indo-Europese talen zouden worden in het huidige Oost-Europa leefden en zich van daaruit in allerlei richtingen hebben verspreid. Op grond van de huidige Indo-Europese talen zijn voor het PIE woorden gereconstrueerd die passen bij een leven in deze gematigde streek, zoals de PIE-woorden voor "winter", "sneeuw" en "koud", namen van bomen als "beuk" en "berk" en dierennamen als "wolf", "beer" en "hert".
Algemeen wordt aangenomen dat de verspreiding van de Indo-Europese talen rond 500 v.Chr. een hoogtepunt had bereikt. De Indo-Europese taal met het meest oostelijke taalgebied was toen het Tochaars, dat in het westen van China werd gesproken. Ook veel plekken waar tegenwoordig Altaïsche talen worden gesproken behoorden destijds tot het Indo-Europese taalgebied, dat dus zowel grote delen van Europa als van Azië omvatte.
Naarmate de Indo-Europese talen zich verder verspreidden door heel Europa, verdrongen ze niet alleen talen uit andere taalfamilies die daar al eerder werden gesproken maar soms ook elkaar. Zo zijn de Keltische talen, die aanvankelijk wijdverbreid waren in West-Europa, bijna geheel verdrongen door de Germaanse en Romaanse talen.
Toen in de 16e eeuw het tijdperk van de Europese kolonisaties was aangebroken, verspreidden enkele Indo-Europese talen (met name het Frans, Spaans, Portugees en Engels) zich naar nagenoeg alle overige delen van de wereld. Vaak verdrongen ze de taal van de gekoloniseerde landen grotendeels of geheel. Mede door het ontstaan van deze "reuzentalen" heeft tegenwoordig circa de helft van de hele wereldbevolking een Indo-Europese taal als moedertaal.

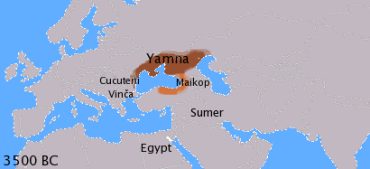
Laat-Proto-Indo-Europese taal volgens de Koerganhypothese.
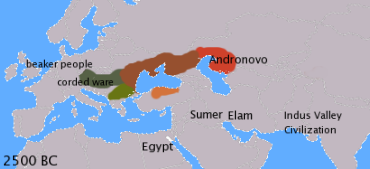
Verspreiding tot halverwege het derde millennium v.Chr.
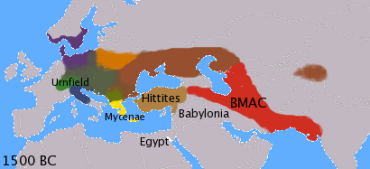
Verbreiding tot halverwege het tweede millennium v.Chr.
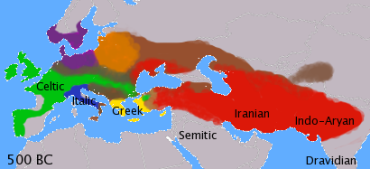
Verbreiding tot circa 500 v.Chr.
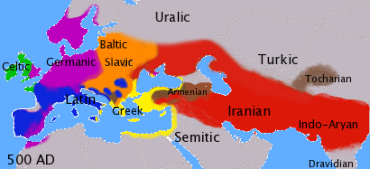
Verbreiding na de volksverhuizing in Europa.

## Reconstructie en stamboom

Classificatieschema van de huidige en (bekende) uitgestorven Indo-Europese talen e.d.

Er bestaan veel verschillende visies op de ontwikkeling van de Indo-Europese taalfamilie. Er bestaan wel tendensen, zoals het rekenen van het Italisch en het Keltisch tot een subgroep. Over andere talen bestaat qua classificatie echter discussie.
Het glottochronologisch onderzoek van Gray en Atkinson uit 2003 (en vervolgonderzoeken) leverde een stamboom van de taalfamilie op die afwijkt van de meest gangbare, hoewel er meerdere variaties bestaan. De schattingen voor de oudste aftakking, die naar de Anatolische groep, ondersteunen duidelijk de Anatolische hypothese. Er is echter een aantal aftakkingen rond 7000-6000 jaar geleden. Het is daarom goed mogelijk dat de familie eerst in Anatolië ontstaan is, maar dat een groep die het gebied later verlaten heeft verantwoordelijk was voor een Koergan-expansie.

## Classificatie
Uit het Proto-Indo-Europees, de gereconstrueerde voorouder van de Indo-Europese talen, zijn deze taalfamilies ontstaan (in chronologische volgorde) (K toont kentumtalen, S satemtalen, † is uitgestorven):
- Anatolische talen † K
  - Hettitisch
- Grieks K
- Indo-Iraanse talen S
  - Indo-Arische talen
  - Iraanse talen
- Balto-Slavische talen S
  - Slavische talen
  - Baltische talen
- Italische talen K
  - Romaanse talen
- Keltische talen K
- Germaanse talen K
- Armeens S
- Tochaars † K
- Albanees S

Het Grieks, Albanees en Armeens behoren dus tot de Indo-Europese taalfamilie, maar deze drie talen hebben geen rechtstreekse verwantschap met een van de bovengenoemde subgroepen of met elkaar. Vermoed wordt daarom dat het de laatst overgebleven talen uit andere subgroepen zijn.
Een aantal Indo-Europese talen dat in de oudheid werd gesproken is onvoldoende bekend om het goed in dit schema te passen. Dit geldt met name voor:
- Illyrisch
- Messapisch
- Venetisch
- Oud-Macedonisch
- Thracisch
- Dacisch
- Frygisch
- Paeonisch
- Ligurisch
- Lusitaans

Behalve individuele talen (zoals het Tochaars, Oudpruisisch, Cornish en Thracisch) zijn ook enkele Indo-Europese (sub-)subfamilies in de loop van de geschiedenis helemaal uitgestorven:
- de Oost-Germaanse talen
- de Oskisch-Umbrische talen, een ondergroep van de Italische talen waarvan het Latijn, Faliskisch en de Romaanse talen de andere tak zijn.
- de Anatolische talen
- de Illyrische talen

## Voornaamste kenmerken
Vroeger was de meest elementaire tweedeling van de Indo-Europese talen die in kentum- en satemtalen. Deze indeling is gebaseerd op het feit dat de Proto-Indo-Europese *ḱ zich in sommige talen heeft ontwikkeld tot een k-klank en in andere talen tot een s-klank. Zo is het woord voor 100 in het Latijn, centum, (oorspronkelijke uitspraak kentum) en het equivalent hiervan in het Avestisch (een Iraanse taal): satəm. Deze palatalisatie van velare plosieven is een van de meest typerende verschillen tussen de beide Indo-Europese subgroepen. Dit k/s-onderscheid werd aanvankelijk vooral gezien als geografisch gebonden, omdat de kentumtalen uitsluitend in het westen leken te worden gesproken en de satemtalen uitsluitend in het oosten. Dit idee kwam echter op losse schroeven te staan toen men in het begin van de 20e eeuw het Tochaars ontdekte. Dit is een van de meest oostelijk gesproken Indo-Europese talen, maar ook een kentumtaal.
De Germaanse talen, waar onder andere het Nederlands bij hoort, behoren tot de kentumtalen, hoewel dat niet direct is te zien. De 'k' heeft zich in het Germaans namelijk via lenitie verder ontwikkeld tot een 'ch' of 'h'-klank. Het Nederlandse woord honderd is dan ook etymologisch verwant met het Latijnse centum (uitspraak 'kentum'), zoals ook hond en hoofd en hebben verwant zijn aan respectievelijk canis, caput en capere
Enkele andere belangrijke klankwetten zijn: de Eerste Germaanse klankverschuiving in het Proto-Germaans, het wegvallen van een p voor klinkers in het Proto-Keltisch, het wegvallen van -s- in intervocale positie in het Proto-Grieks, de wet van Brugmann in het Proto-Indo-Iraans, de wet van Grassmann en de wet van Bartholomae. Van de laatste twee klankwetten is niet bekend of ze ook in het Proto-Indo-Europees al een rol speelden.

### Vervoeging
Gaandeweg werden de werkwoordsvormen van het PIE steeds meer als een samenhangend geheel gezien. Dit leidde tot het uitbreiden en herstructureren van het aspectsysteem in veel Indo-Europese talen. Het resultaat hiervan was de meer gebruikelijke indeling van werkwoorden zoals die uit het Oudgrieks of Latijn bekend is. De verleden tijd in de Germaanse talen is ontstaan uit het perfect aspect, die in principe alleen bij basiswerkwoorden voorkwam. Maar ook bij afgeleide werkwoorden ontstond gaandeweg de noodzaak het perfect aspect uit te kunnen drukken, wat uiteindelijk leidde tot het ontstaan van zwakke werkwoorden.
De volgende tabel bevat de gereconstrueerde vervoeging in de onvoltooid tegenwoordige tijd van het Proto-Indo-Europese werkwoord *bʰer- ‘dragen’ samen met de equivalente proto-vormen in de verschillende Indo-Europese taalgroepen:
|                                  | Proto-Indo-Europees *bʰer- ‘dragen’ |
| -------------------------------- | ----------------------------------- |
| Ik                               | *bʰéroh₂                            |
| Jij/Je                           | *bʰéresi                            |
| Hij/Zij/Het                      | *bʰéreti                            |
| Wij/We (dualis)                  | *bʰérowos                           |
| Jullie (dualis)                  | *bʰéreth₁es                         |
| Zij/Ze (3e pers. meerv., dualis) | *bʰéretes                           |
| Wij/We (meerv.)                  | *bʰéromos                           |
| Jullie (meerv.)                  | *bʰérete                            |
| Zij/Ze (meerv.)                  | *bʰéronti                           |

| Taalfamilie              | Indo-Arische talen | Grieks                   | Italische talen    | Germaanse talen | Keltische talen  | Slavische talen | Armeens          |
|                          | Vedisch Sanskriet  | Oudgrieks                | Latijn             | Gotisch         | Oudiers          | Oudkerkslavisch | Klassiek Armeens |
| ------------------------ | ------------------ | ------------------------ | ------------------ | --------------- | ---------------- | --------------- | ---------------- |
| Ik                       | bhárāmi            | phérō (φερω)             | ferō               | baíra /bɛra/    | biru             | berǫ            | berem (բերեմ)    |
| Jij/Je                   | bhárasi            | phéreis (φερεις)         | fers               | baíris          | biri             | bereši          | beres (բերես)    |
| Hij/Zij/Het              | bhárati            | phérei (φερει)           | fert               | baíriþ          | berid            | beretъ          | beri (բերի)      |
| Wij/We (dualis)          | bhárāvas           | ---                      | ---                | baíros          | ---              | berevě          | ---              |
| Jullie (dualis)          | bhárathas          | phéreton (φερετον)       | ---                | baírats         | ---              | bereta          | ---              |
| Zij/Ze (dualis)          | bháratas           | phéreton (φερετον)       | ---                | ---             | ---              | berete          | ---              |
| Wij/We (meerv.)          | bhárāmas           | phéromen (φερομεν)       | ferimus            | baíram          | bermai           | beremъ          | berenk` (բերենկ) |
| Jullie (meerv.)          | bháratha           | phérete (φερετε)         | fertis             | baíriþ          | beirthe          | berete          | berēk`(բերեկ)    |
| Zij/Ze (meerv.)          | bháranti           | phérousi(n) (φερουσι(ν)) | ferunt             | baírand         | berait           | berǫtъ          | beren (բերեն)    |
| Taalfamilie              | Hindi              | Nieuwgrieks              | Frans              | Duits           | Iers             | Tsjechisch      | Farsi            |
| Ik                       | (maiṃ) bharūṃ      | férno                    | (je) {con}fère     | (ich) {ge}bäre  | beirim           | beru            | mi-boram         |
| Jij/Je                   | (tū) bhare         | férnis                   | (tu) {con}fères    | (du) {ge}bärst  | beireann (tú)    | bereš           | mi-bori          |
| Hij/Zij/Het              | (vah) bhare        | férni                    | (il) {con}fère     | (er) {ge}bärt   | beireann (sé/sí) | bere            | mi-borad         |
| Wij                      | (ham) bhareṃ       | férnoume                 | (nous) {con}ferons | (wir) {ge}bären | beirimid         | berem(e)        | mi-borim         |
| Jullie                   | (tum) bharo        | férnete                  | (vous) {con}ferez  | (ihr) {ge}bärt  | beireann (sibh)  | berete          | mi-borid         |
| Zij/Ze (3e pers. meerv.) | (ve) bhareṃ        | férnoun                  | (ils) {con}fèrent  | (sie) {ge}bären | beireann (siad)  | berou           | mi-borand        |

Wat opvalt is dat de vervoeging in veel Indo-Europese subgroepen is verschoven van een synthetische naar een perifrastische omschrijving, en dat het onderwerp geregeld wordt weggelaten (zie ook analytische taal en pro-droptaal). In veel talen (maar niet in het Engelse bear) is ook de oorspronkelijke betekenis ‘dragen’ veranderd.

## Functies als lingua franca
In de loop van de Europese geschiedenis hebben een aantal Indo-Europese talen een tijdlang als lingua franca binnen Europa en daarbuiten dienstgedaan. Deze lingua franca was in het algemeen ook de meest dominante taal in het betreffende taalgebied. Hoewel de meest dominante taal lange tijd het Latijn was, was er nooit echt een taal die alle andere talen compleet overheerste. Belangrijke Indo-Europese lingua franca's waren of zijn:
- Het Oudgrieks (later het Koinè), dat werd gesproken in het gebied rond de Middellandse Zee, van de Delische Bond tot aan het Byzantijnse Rijk, totdat het werd vervangen door het Nieuwgrieks.
- Het Latijn, dat later overging in het vulgair Latijn en Laatlatijn en nog later in de verschillende Romaanse talen. In zijn oorspronkelijke vorm is het Latijn altijd een belangrijke rol blijven spelen als taal van de liturgie (zie ook Kerklatijn, Middeleeuws Latijn, Renaissancelatijn en Neolatijn) en de wetenschap.
- De Mediterrane lingua franca, dat in feite geen echte taal is, maar een pidgin met hoofdzakelijk Romaanse elementen.
- Spaans (Castiliaans) in de periode na de reconquista, totdat het ten tijde van Lodewijk XIV een nationale taal werd in de voormalige Spaanse koloniën.
- Oudfrans, in de voormalige Franse koloniën en Kruisvaardersstaten.
- Klassiek Frans (de eerste fase van het moderne Frans), gedurende de periode van Kardinaal de Richelieu en Lodewijk XIV van Frankrijk
- Middelengels in de Britse Eilanden en Normandië, totdat dit zich tot het moderne Engels ontwikkelde.
- Middelnederduits, gedurende de hoogtijdagen van de Hanze.
- Duits, in vooral Noord- Centraal- en Oost-Europa.
- Russisch, in Rusland en deels in de landen van het voormalige Warschaupact.
- Frans, vanouds de taal bij de posterijen en de diplomatie.
- Engels, tegenwoordig wereldwijd.